# Qui a tué Bambi ?
Pour plus de détails, voir Fiche technique et Distribution.
Qui a tué Bambi ? est un film français réalisé par Gilles Marchand, sorti en 2003.

## Synopsis
Infirmière stagiaire en chirurgie dans l'hôpital Trousseau de Tours où travaille sa cousine Véronique (Catherine Jacob), Isabelle (Sophie Quinton) est sujette à un important souci de santé : elle a des vertiges. L'ORL qu'elle consulte lui diagnostique une anomalie grave de l'oreille interne, affection qui relève de la neurochirurgie. Elle est contrainte de se faire opérer par le Dr Philipp (Laurent Lucas). Or ce neurochirurgien a un comportement étrange, et plus particulièrement vis-à-vis d'elle, notamment en la surnommant Bambi tout en restant paradoxalement d'une attitude glaciale. Par ailleurs dans la même semaine deux patients ont eu un réveil soudain lors d'opération chirurgicale, en raison d'une anomalie dans le dosage de la dilution de l'anesthésique. Puis un matin une patiente asiatique a disparu de la chambre qu'elle occupait. Et deux jours plus tard une patiente meurt soudainement en salle de réveil. Isabelle, de plus en plus inquiète du comportement du Dr Philipp, commence à le soupçonner de voler des doses d'anesthésique en prélevant à la seringue dans les flacons en stock, à travers la capsule caoutchoutée.

## Fiche technique
- Titre : Qui a tué Bambi ?
- Réalisation : Gilles Marchand
- Scénario : Gilles Marchand et Vincent Dietschy
- Production : Simon Arnal, Caroline Benjo, Barbara Letellier et Carole Scotta
- Photographie : Pierre Milon
- Musique originale : Doc Matéo, Lily Margot, Alex Beaupain, Carlos Dalton, François-Eudes Chanfrault
- Montage : Robin Campillo
- Pays d'origine :  France
- Format : couleur - 2,35:1 - son Dolby Digital
- Genre : thriller
- Durée : 126 minutes
- Date de sortie : 2003

## Distribution
- Sophie Quinton : Isabelle / Bambi
- Laurent Lucas : Dr. Philipp
- Catherine Jacob : Véronique, la cousine
- Yasmine Belmadi : Sami, le petit ami, brancardier dans l'hôpital

Puis par ordre alphabétique :
- Alexandra Ansidei : la jeune patiente très anxieuse occupant son temps à assembler un scoubidou
- Marc Berman : le chirurgien opérant lors d'un des incidents d'anesthésie
- Thierry Bosc : le directeur de l'hôpital
- Anne Caillon : l'infirmière donnant de bons conseils lors du repas au self
- Dorothée Decoene : la première patiente violée sous anesthésique
- Jean Dell : l'oto-rhino-laryngologiste
- Valérie Donzelli : Nathalie, une stagiaire de l'équipe
- Lisa Huynh : la patiente asiatique
- Jean-Claude Jay : le chirurgien de soixante ans aux cheveux blancs
- Fily Keita : Marion, la très jeune stagiaire noire lors du second incident d'erreur d'anesthésie
- Marita Love : la jeune patiente qui meurt d'un arrêt cardiaque en salle de réveil
- Lucienne Moreau : la patiente âgée, voisine de chambre de l'asiatique
- Joséphine de Meaux : la stagiaire peu bavarde mais observatrice
- Sophie Medina : Carole, une autre infirmière stagiaire noire
- Michèle Moretti : Mme Vachon, la doyenne et infirmière en chef du service
- Françoise Pinkwasser : l'infirmière qui décrit froidement une chirurgie de la boîte crânienne
- Aladin Reibel : l'anesthésiste accusé à deux reprises d'erreur de dosage
- Catherine Salvini : l'infirmière formatrice, responsable du stage au début du film et qu'on retrouve accompagnatrice de sa stagiaire dans l'ambulance dans la dernière scène du film
- Lucia Sanchez : l'infirmière d'origine espagnole dans la chambre d'une patiente au tout début du film